# Uplandsbanken
Artikeln handlar om en tidigare svensk bank. För bankkontor tillhörande Upplandsbanken, se Danske Bank i Sverige.

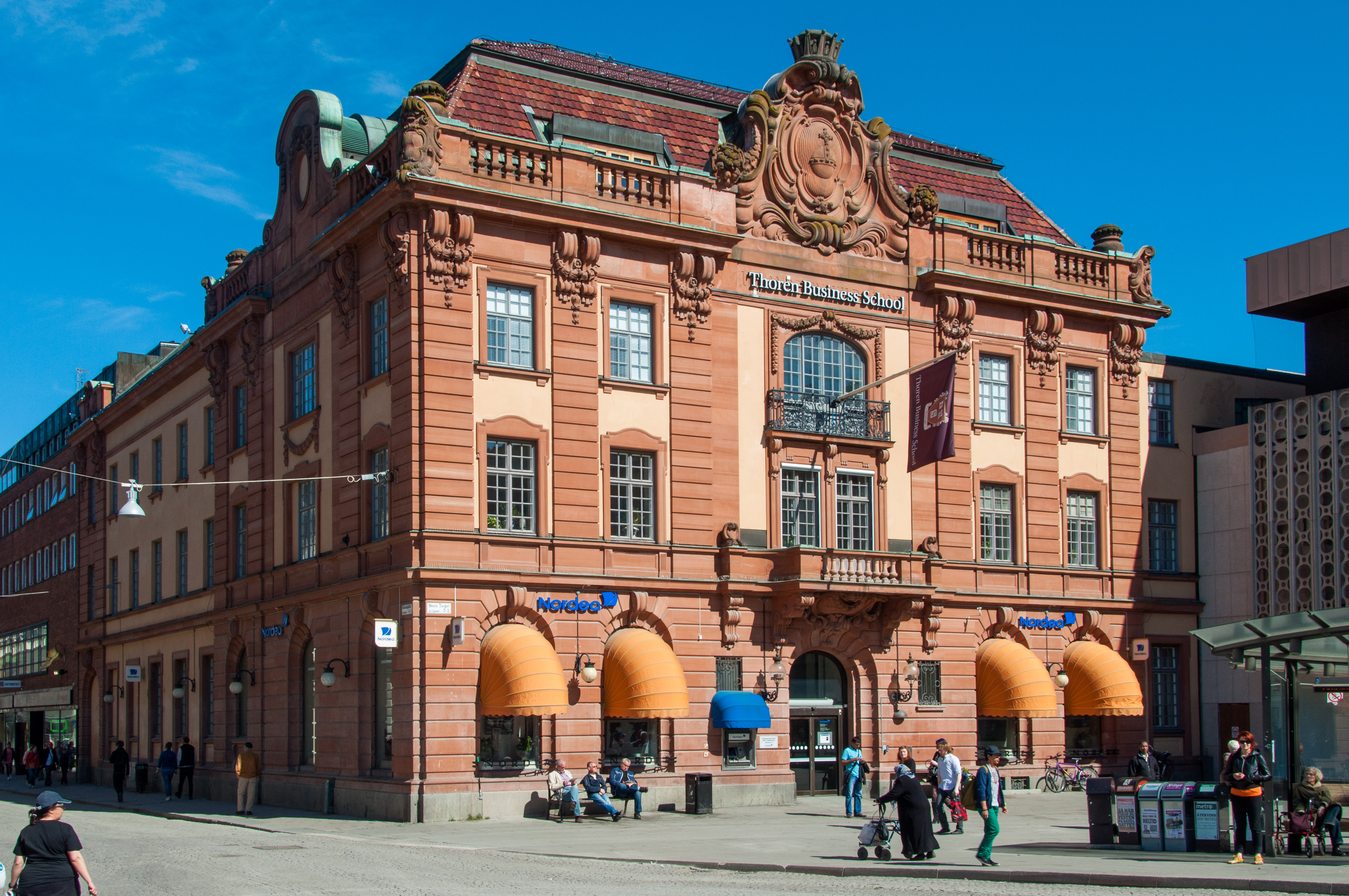
Bankpalatset från 1907 på Stora torget. Arkitekt: Ture Stenberg

Uplandsbanken  var en svensk affärsbank som 1864 grundades som Uplands enskilda bank. Huvudkontoret låg i Uppsala.
Under 1910-talet genomgick banken en rad fusioner:
- 1917: Fusioneras med Sundsvalls Handelsbank
- 1919: Fusioneras med Gefleborgs Folkbank
- 1920: Fusioneras med Hudiksvalls Kreditbank

Detta gjorde att banken fick en omfattande verksamhet i Norrland som kom att bli en ekonomisk belastning. År 1932 valde banken att överlåta kontoren i Bergsjö, Bräcke, Delsbo, Fränsta, Hammerdal, Hudiksvall, Lit, Matfors, Stavreviken, Sundsvall, Söderhamn, Torpshammar och Östersund till Svenska Handelsbanken.
1986 gick man samman med Sundsvallsbanken och bildade Nordbanken. 
Nordbanken blev 1990 uppköpt av statliga PKbanken, och är idag en del av Nordea.